# Jin Ji-hee
Đây là một tên người Triều Tiên, họ là Jin.
Jin Ji-hee (25 tháng 3 năm 1999) là một nữ diễn viên người Hàn Quốc. Cô bắt đầu sự nghiệp của mình là một nữ diễn viên trẻ và được biết đến trong các bộ phim như Cô đơn trong tình yêu (2006), Hansel and Gretel (2007), Gia đình là số một (2009), Seonam Girls High School Investigators (2014) và Becky's Back (2016).

## Các phim tham gia

### Loạt phim truyền hình
| Năm  | Tiêu đề                                   | Phân vai                    | Network |
| ---- | ----------------------------------------- | --------------------------- | ------- |
| 2003 | Yellow Handkerchief                       | Lee Yoo-na                  | KBS2    |
| 2004 | First Love of a Royal Prince              |                             | MBC     |
| 2006 | Seoul 1945                                | Choi Eun-hee (lúc nhỏ)      | KBS1    |
| 2006 | Alone in Love                             | Jo Eun-sol                  | SBS     |
| 2006 | Great Inheritance                         | Goo Dong-joo                | KBS2    |
| 2008 | East of Eden                              | Lee Gi-soon (lúc nhỏ)       | MBC     |
| 2009 | Ja Myung Go                               | Ra-hee (lúc nhỏ)            | SBS     |
| 2009 | Hometown Legends "The Quiet Village"      | Hyo-eun                     | KBS2    |
| 2009 | High Kick Through the Roof                | Jung Hae-ri                 | MBC     |
| 2010 | Birdie Buddy                              | Mi-soo (lúc nhỏ)            | tvN     |
| 2011 | Queen Insoo                               | Songyi                      | jTBC    |
| 2012 | High Kick: Revenge of the Short Legged    | Hae-ri (cameo, episode 110) | MBC     |
| 2012 | Moon Embracing the Sun                    | Công chúa Min-hwa (lúc nhỏ) | MBC     |
| 2013 | Goddess of Fire                           | Yoo Jung (lúc nhỏ)          | MBC     |
| 2014 | Can We Love?                              | Lee Se-ra                   | jTBC    |
| 2014 | Seonam Girls High School Investigators    | Ahn Chae-yool (vai chính)   | jTBC    |
| 2016 | Becky's Back                              | Ok Hee                      |         |
| 2017 | Fight for my way                          | Jang Boram (cameo ep 1)     |         |
| 2017 | Unni is alive                             | Kang Hase                   |         |
| 2020 | The Temperature Of Language: Our Nineteen | Woo Jin Ah                  | tvN D   |
| 2020 | Cuộc chiến thượng lưu                     | Yoo Jenny                   | SBS     |

### Phim điện ảnh
| Năm  | Tiêu đề                        | Vai trò                                   |
| ---- | ------------------------------ | ----------------------------------------- |
| 2005 | Cello                          | Yoon-hye                                  |
| 2006 | Bambi II (animated)            | Thumper's sister (Tiếng Hàn Quốc dubbing) |
| 2007 | Hansel and Gretel              | Jung-soon                                 |
| 2007 | A Man Who Was Superman         | Hee-jung / Ji-young                       |
| 2010 | Oceans (documentary)           | Narration (Tiếng Hàn Quốc dubbing)        |
| 2011 | Hoichori                       | Joo-yeon / Song-yi                        |
| 2012 | Doomsday Book "Happy Birthday" | Park Min-seo                              |
| 2013 | Boomerang Family               | Shin Min-kyung                            |
| 2014 | The Huntresses                 | young Jin-ok                              |
| 2015 | The Throne                     | Princess Hwawan                           |

### Show truyền hình
| Năm      | Tiêu đề                               | Network | Ghi chú              |
| -------- | ------------------------------------- | ------- | -------------------- |
| 2005     | 방귀대장 뿡뿡이                       | EBS     |                      |
| 2010–nay | 돼지 날다 2부 "When Pigs Fly, Part 2" |         | Commentary           |
|          | 꾸러기 탐구생활                       | SBS     | Moderator            |
| 2011     | Kim Yu-na's Kiss & Cry                | SBS     | Skating reality show |

### Video âm nhạc
| Năm  | Song title   | Artist    |
| ---- | ------------ | --------- |
| 2010 | "Present"    | K.Will    |
| 2012 | "Peace Song" | Lena Park |

## Discography
| Year | Tên                  | Artist                           |
| ---- | -------------------- | -------------------------------- |
| 2010 | 144th Annual Concert | Seoul Metropolitan Junior Chorus |
| 2010 | "Oceans Song"        | Jin Ji-hee                       |

## Giải thưởng và đề cử
| Năm  | Giải thưởng              | Thể loại                 | Việc đề cử            | Kết quả   |
| ---- | ------------------------ | ------------------------ | --------------------- | --------- |
| 2009 | MBC Entertainment Awards | Best Young Actor/Actress | Gia đình là số một    | Đoạt giải |
| 2012 | MBC Drama Awards         | Best Young Actress       | Mặt trăng ôm mặt trời | Đề cử     |
| 2013 | Grand Bell Awards        | Best Supporting Actress  | Boomerang Family      | Đề cử     |